# Egerlövő
 Egerlövő – wieś i gmina w północno-wschodniej części Węgier, w pobliżu miasta Mezőkövesd.
Administracyjnie gmina należy do powiatu Mezőkövesd, wchodzącego w skład komitatu Borsod-Abaúj-Zemplén i jest jedną z jego 21 gmin. Gmina liczy 583 mieszkańców (2009) i zajmuje obszar 19,84 km².